# 视高街道
视高街道，原为视高镇，是中华人民共和国四川省眉山市仁寿县下辖的一个乡镇级行政单位。2019年12月，撤销视高镇、清水镇、兴盛镇、里仁镇，设立视高街道，以原视高镇、原清水镇、原兴盛镇、原里仁镇所属行政区域为视高街道的行政区域。

## 行政区划
视高街道下辖以下地区：
视高铺社区、桂花村、青林村、兴家村、河心村、老君村、花园村、奋勇村和洪湖村。